# 对Telegram的审查
Telegram应用程序已被多个国家/地区封锁。

## 巴林
2016年6月，巴林的一些互联网服务提供商被发现屏蔽了Telegram。

## 巴基斯坦
2017年10月，一些用户报告无法使用Telegram，11月17日，由于巴基斯坦电信管理局的指令Telegram被彻底屏蔽，最大的互联网服务提供商巴基斯坦电信有限公司在给用户的推特回复中提到了这些指令。截至2023年2月，Telegram在巴基斯坦仍遭到屏蔽。

## 巴西
2022年3月，巴西最高法院大法官亚历山大·德·莫赖斯表示，法院多次要求Telegram冻结传播虚假信息的账号，但Telegram无视法院裁决、不尊重巴西法律，遂下令在Telegram审查关闭相关账号前禁止Telegram在本国的运营。但该举措遭到巴西总统博索納羅与巴西司法部長安德森·古斯塔沃·托雷斯的反对。但是，两天后，Telegram采取了一些措施来打击虚假信息，最高法院在3月20日撤销了对Telegram的禁令。
2023年4月26日，Telegram因涉及2022年与圣埃斯皮里图州两所学校袭击事件的调查，而被巴西联邦法院下令封锁。巴西圣埃斯皮里图州的联邦法院要求Telegram提供法院要求的与新纳粹频道有关的数据，但在该平台没有提供频道管理员的数据之后，巴西联邦法院下令暂停Telegram在巴西的服务。Telegram随后表明将对法院下令Telegram停止在巴西的服务判决提出上诉。首席执行官帕维尔·杜罗夫 (Pavel Durov)表示，「巴西法院要求提供在技术上无法获得的数据，也违背其公司保护巴西人的隐私和言论自由的使命」。

## 中国大陆
2015年7月10日後，Telegram的创始人Pavel Durov於推特上曾多次说到其服務遭受攻擊。
Greatfire的测试结果显示，Telegram在2015年7月11日已经无法在中国大陆访问，最晚的「未屏蔽」测试结果是在2015年5月21日。
2015年7月12日中国官方媒体《人民日报》发表文章，抨击709事件中被逮捕的多名维权律师和访民，称他们使用Telegram批评中国政府和中国共产党。
Telegram 於同年7月13日在其博客上宣布，该服务在该月10至12日受到东亚攻击者的分布式拒绝服务攻击。

### 大規模監控
在2025年5月於北京舉行的第12屆中國國際警用裝備博覽會中，多家隸屬或服務於中國公安部的研究單位與民營企業發表了結合生成式人工智慧的大規模監控方案；其核心技術可直接偵測並分析Telegram加密訊息與VPN流量，並透過公安部第三研究所推出的「個人極端行為多維度智能分析」平台，對使用者進行行為預測與溯源。官方宣稱，這些工具可在防範「單狼式」攻擊時快速鎖定目標，顯示中國對Telegram的管控已從傳統封鎖升級為主動監視與預判。

## 香港
2019年6月，反對逃犯條例修訂草案運動期间，香港的很多抗议者使用Telegram这个社交媒体来逃避电子监视，协调他们反对“逃犯条例”的抗议示威活动。11日晚，香港警方以涉嫌「串謀公眾妨擾罪」为由逮捕了某反送中讨论群的一名管理员。之后几日，Telegram遭受“强大的”分散式阻断服务攻击。黑客透过发送大量垃圾请求，试图瘫痪目标伺服器，其中大部分请求被认为来自中国大陆。
2019年10月31日，香港高等法院頒布臨時禁制令，禁止任何人非法地及故意地在連登和Telegram等互聯網平台或媒介，傳播、發布或重新發布任何促進、鼓勵或煽動任何人使用或威脅使用暴力的信息，有效期至2019年11月15日。
2020年3月29日，Telegram頻道「開掛之達人」被香港警察指散播仇恨的言論及虛假資訊、煽動暴力、鼓勵不守法，包括教人製造武器、縱火堵路、阻塞鐵路，攻擊警方或持不同意見人士。經調查後，警方於2020年3月27日在屯門拘捕32歲的頻道擁有人，警方指該頻道載有煽動刊物，違反《[刑事罪行条例》第10條，將該頻道內的內容刪除，並張貼「此頻道的內容已被香港警察移除」圖片以示公眾。

### 屢次上載起底資料而被私隱公署考慮封鎖Telegram
2022年5月，據頭條日報報道，私隱專員鍾麗玲透露正考慮就屢次的上載起底資料平台設立黑名單，消息指包括Telegram，私隱公署表示自2019年起，已留意到本港很多起底訊息，不少是從Telegram群組發出，當中大部分涉及政治因素，被起底人士包括政府官員、立法會議員，以至一般市民等，揚言公署正積極考慮首次引用《個人資料（私隱）條例》第66L條所賦予的權力，停止或限制市民接達相關平台上有關訊息發布所在的部分，甚至是整個平台不能瀏覽。私隱專員公署回應指不會就個別個案的執法行動作出評論，會視乎有關的起底訊息的數量及頻密性，採取適當的執法行動，減低對受害人的傷害。

## 伊朗
2015年5月19日，伊朗的电信公司在包括德黑兰省的部分省份突然屏蔽了Telegram。
2017－2018年伊朗示威后，伊朗最高国家安全委员会决定屏蔽所有社交媒体，包括Telegram。2017年1月13日晚，解除了屏蔽 。2018年5月1日，伊朗政府屏蔽了Telegram，指责它助长了街头抗议。

## 俄罗斯
2018年3月，俄罗斯最高法院驳回Telegram的上诉，并裁定Telegram有义务授权安全部门获取用户的消息等信息。同年4月，因为Telegram一直拒绝交出密钥，俄罗斯联邦通信、信息技术和大众传媒监督局（下文簡稱RKN）请求法庭在全国范围内封锁Telegram Telegram CEO在2018年5月末帖文表示RKN表示要封鎖Telegram之後，Apple就停止批審Telegram提交的更新版本，導致應用程式在全球所有地區均無法通過更新審查。由於重要的安全补丁和错误修复無法更新，iOS用户处于风险当中。2020年6月19日，RKN宣布解除Telegram禁令。
2023年3月1日，俄罗斯政府的媒体监督机构Roskomnadzor宣布封禁了九个外国聊天软件，其中包括Telegram。

## 泰国
2020－2021年泰國示威中一些参与者使用Telegram组织集会。2020年10月19日，泰国电视业务和国家电信广播委员会被要求屏蔽Telegram。

## 台灣
2024年5月16日，新竹市政府在未經台灣網路資訊中心同意的情況下，以禁止未成年人性影像為由直接要求多個政府單位、學校與業者封鎖Telegram，其中國立清華大學已開始封鎖。

## 越南
2025年5月21日，越南當局以Telegram不配合打击其用户犯罪為由下令电信服务提供商封鎖該应用程序。

## 尼泊尔
2025年7月18日，尼泊尔电信监管机构宣布禁止Telegram即时通讯应用在国內使用。尼泊尔电信管理局（NTA）表示，禁止理由是网络诈骗和洗钱活动猖獗，并且要求所有电信服务提供商自至日起立即屏蔽Telegram。

## 肯尼亚
2025年6月25日，肯尼亚政府在2025年肯尼亚抗议活动期间禁用了Telegram。

## 索马里
2023年8月20日，索马里政府宣布禁用即时通讯应用Telegram、视频分享平台TikTok以及在线博彩网站1XBet。该禁令原定于8月24日生效，针对互联网服务提供商，并威胁称若不遵守禁令，将采取法律行动。通信和技术部长贾马·哈桑·哈利夫（Jama Hassan Khalif）为该禁令辩护，声称这些平台被“恐怖分子和不道德团体”利用，“向公众不断传播恐怖图像和虚假信息”。 在禁令发布前的一段时间里，包括色情内容在内的露骨内容在Telegram群组中广泛传播，引发了人们对保守的穆斯林占多数的索马里网络安全问题的担忧。这种担忧对于无人监管的青少年尤为强烈。此外，这一决定是在政府计划对“青年党”发动第二次军事攻势之前不久做出的。“青年党”是一个与基地组织有关联的伊斯兰激进组织，15年来一直在与索马里政府作战。“青年党”经常使用TikTok和Telegram发布其活动信息。
这项禁令遭到了索马里公民的批评，尤其是那些依靠这些平台获得收入的民众。许多索马里用户表示担心，这项禁令会对他们的生计产生负面影响。一些内容创作者认为，政府应该针对违反平台准则的个人用户，而不是诉诸“集体惩罚”，以解决他们的担忧。另一些人则强调，这些平台为他们提供了就业机会，并在这个失业率高企的国家提供了收入来源。此外，还有人担心，这项禁令会限制索马里青年的言论自由和获取信息的权利。索马里联邦议员兼TikToker阿卜杜拉赫曼·阿卜迪沙库尔（Abdirahman Abdishakur）认为，该禁令缺乏正当程序，并呼吁对社交媒体公司进行监管和合作，而不是彻底禁止。他强调了这些平台对于与年轻人互动并了解他们对国家问题的看法的重要性。

## 波兰
自2022年以来，波兰已屏蔽了部分属于俄罗斯新闻机构的Telegram 频道，其中主要包括 RT和俄羅斯衛星通訊社。 自2024年12月6日起，波兰部分互联网服务提供商已在全国范围内屏蔽了Telegram。

## 乌克兰
2024 年 9 月 21 日，乌克兰政府宣布禁止在国家发行的设备上访问 Telegram。